# Milan Uherek
Milan Uherek (23. prosince 1925 Bzenec – 9. srpna 2012 Nová Paka), byl český sbormistr, pedagog, klavírista a hudební skladatel. Byl spoluzakladatelem libereckého dětského pěveckého sboru Severáček, se kterým společně se svou ženou Jiřinou Uherkovou získali četná mezinárodní ocenění a absolvovali stovky koncertů v tehdejším Československu i v zahraničí. Působil také jako operní sbormistr v Divadle F. X. Šaldy v Liberci, lektor sbormistrovských seminářů, zasedal v porotách mezinárodních sborových soutěží.

## Životopis
Milan Uherek se narodil v Bzenci 23. prosince 1925 Josefu Uherkovi a Marii Uherkové, rozené Švarcové. Odmala byl obklopen hudbou, v rodině i v obecné škole se často zpívaly lidové písně. Odtud také pramenila Uherkova celoživotní láska k lidové, převážně moravské písni, která se později odrazila v jeho kompoziční práci. První hudební průpravu získal u regenschoriho kostela v Tovačově, kde později na kůru vypomáhal hrou na varhany. Jako sedmiletý se začal učit hrát na housle, později na klavír.
Po maturitě na reálném gymnáziu v Přerově pokračoval v roce 1945 studiem na Filozofické fakultě Masarykovy univerzity v Brně, obory filozofie a čeština, později začal studovat hudební vědu a hudební výchovu. V klavírní hře pokračoval u Samo Kováře, jako asistent sbormistra Viléma Steinmanna začal pracovat s pěveckým sborem Opus a zapsal se na jednoroční kurz kompozice na Janáčkově akademii múzických umění, kde byl žákem Viléma Petrželky.
Po studiích se seznámil s Jiřinou Nyklovou, studentkou pedagogické fakulty a v roce 1953 si ji vzal za ženu. Protože po studiích nenašel v Brně adekvátní uplatnění, přijal v roce 1954 místo sbormistra opery v libereckém Divadle F. X. Šaldy. Jiřina získala místo učitelky na základní škole v Orlí ulici, kde založila pěvecký sbor Radost, se kterým jí Milan Uherek vypomáhal jako klavírní korepetitor a aranžér lidových písní. V roce 1958 se manželé rozhodli přeměnit školní sbor na sbor celoměstský s názvem Severáček. Tento sbor se stal pod vedením manželů Uherkových jedním z nejlepších dětských sborů tehdejšího Československa.
Milan Uherek byl vedle své sbormistrovské a dirigentské práce častým hostem mezinárodních sborových porot, působil jako poradce mnoha pěveckých sborů, pianista a korepetitor. Jako hudební skladatel komponoval především pro dětské sbory, upravil desítky lidových písní a psal scénickou hudbu pro libereckou činohru. V Severáčku, který do té doby získal přes třicet prvenství na domácích i světových soutěžích a koncertoval v Evropě, Asii i Americe, působil až do roku 1997, kdy předal jeho vedení manželům Pálkovým a ve sboru působil jako umělecký poradce.
Zemřel po dlouhé nemoci v Nové Pace 9. srpna 2012 ve věku 87 let.

## Milan Uherek a Severáček

### Úspěchy Severáčku v tuzemských i zahraničních sborových soutěžích do roku 1997
| 1994 | Neerpelt (Belgie)       | 1. cena Summa cum laude                 |
|      | Cantonigros (Španělsko) | 1. cena, Cena publika                   |
| 1993 | Arezzo (Itálie)         | 2. cena                                 |
| 1992 | Neerpelt (Belgie)       | 1. cena Cum laude                       |
| 1991 | Nantes (Francie)        | 1. cena                                 |
| 1984 | Cantonigros (Španělsko) | 2x 1. cena                              |
| 1983 | Tours (Francie)         | 3x 1. cena, Cena publika                |
| 1981 | Kladno                  | 1. cena                                 |
|      | Varna (Bulharsko)       | 2. cena, Cena pro nejlepšího sbormistra |
| 1980 | Olomouc                 | 1. cena                                 |
|      | Kladno                  | 1. cena                                 |
|      | Neerpelt (Belgie)       | 1. cena                                 |
| 1979 | Arezzo (Itálie)         | 2. cena                                 |
|      | Barcelona (Španělsko)   | 1. cena                                 |
| 1976 | Kladno                  | 1. cena                                 |
| 1975 | Svitavy                 | 1. cena                                 |
|      | Kladno                  | 1. cena                                 |
| 1973 | Celje (Jugoslávie)      | 1. cena                                 |
| 1971 | Svitavy                 | 1. cena                                 |
|      | Pardubice               | 1. cena                                 |
| 1970 | Neerpelt (Belgie)       | 1. cena                                 |
| 1968 | Neerpelt (Belgie)       | 1. cena                                 |
| 1967 | Havířov                 | 1. cena                                 |
| 1966 | Neerpelt (Belgie)       | 1. cena                                 |
| 1962 | Bratislava              | 2. cena                                 |
| 1961 | Praha                   | 1. cena                                 |
| 1959 | Praha                   | 3. cena                                 |

### Další úspěchy
- stovky koncertů Severáčku po celém Československu i v zahraničí vč. Asie a Ameriky
- pravidelný koncertní cyklus Severáčku Zpíváme maminkám, později Jarní koncert Severáčku v libereckém Divadle F. X. Šaldy
- pravidelná natáčení v Československém rozhlasu, Československé televizi
- pravidelná spolupráce Severáčku v operních představeních Divadla F. X. Šaldy v Liberci
- účast na předních hudebních festivalech, mj. Pražském jaru
- vydané hudební nosiče: SP Úsměvy Severáčku, LP Elce pelce kotrmelce, LP Severáček, LP Janáček Folk Nocturnes, CD Severáček, CD Atheneum Kamerorchest
- TV dokument o Severáčku Zkouška na koncert (režie Viktor Polesný, 1979)

## Milan Uherek - hudební skladatel
Milan Uherek komponoval především pro dětské sbory a upravil nejen pro Severáček desítky lidových písní. Byl též autorem scénických hudeb pro libereckou činohru.
Komponovat začal již v dětství, např. jako jedenáctiletý upravil pro housle a klavír suitu lidových písní nazvanou Své drahé mamičce k svátku. Ačkoli v jeho tvorbě nalezneme i instrumentální hudbu, těžištěm jeho díla je tvorba vokálně-instrumentální. Tvorba Milana Uherka vznikala mj. i z praktické potřeby, ať již Severáčku a jeho přípravných oddělení, či na objednávku jiných sborů.
Z jeho cyklů pro dětský sbor a klavír se uvádějí např. Hrátky se zvířátky, Od jara do zimy, Maminka mi ráda zpívá ad. Z desítek úprav lidových písní např. cyklus Jarní trojlístek, Líto, líto zelený či několik cyklů úprav vánočních koled, např. Kolednice idú, Ten vánoční čas, Koledujte s námi I a II ad. Mnohé ze scénických hudeb, které komponoval pro činohru Divadla F. X. Šaldy, později přepracoval pro dětský sbor, např. písně ze hry J. Radičkova My, vrabčáci (cyklus Vrabčí písničky) nebo hudbu k inscenaci Komedie o umučení našeho pána Ježíše Krista, kterou později zadaptoval do suity s názvem Hosana pro dětský sbor, lesní roh, violu a klavír.
Samostatnou kapitolu tvoří adaptace (transkripce) a parafráze pro dětský sbor. Milan Uherek jako sbormistr Severáčku předkládal dětským zpěvákům nejen skladby určené pro dětský sbor, ale rozhodl se jim rozšířit hudební obzor i o skladby, které původně do repertoáru dětských sborů nepatřily (např. ženské a smíšené sbory atp.). Jako skladatel a aranžér upravoval pro děti skladby středověku, renesančního a barokního období. Transkripce z instrumentálních skladeb opatřoval vlastním textem (např. Bach, Händel), skladby z cizích jazyků přeložil a přebásnil. Z barokní hudby např. upravil pro dětský sbor tři preludia z Temperovaného klavíru J. S. Bacha nebo Air, Sarabandu a Menuet z klavírních suit G. F. Händela. Připravil také k vydání sborníky renesančních autorů, v nichž upravil původní čtyřhlasou sazbu SATB na čtyřhlasý dětský sbor SSAA a většinu textů přebásnil do češtiny

## Ocenění
- V roce 1988 získal od Unie českých pěveckých sborů společně se svou ženou Cenu Františka Lýska a stali se tak jejími prvními laureáty.
- V roce 1991 získal čestné občanství města Liberec.
- V roce 2001 čestné občanství města Šumperk.
- V roce 2006 Medaili města Liberec.